# Origin PC
ORIGIN PC es una empresa que fabrica ordenadores ubicada en Miami, Florida. Fundada por empleados de Alienware en 2009, ORIGIN PC emplea componentes de terceros para crear ordenadores de alto rendimiento destinados a su uso para videojuegos.

## Historia
Tras la anexión de Alienware a Dell los ejecutivos Kevin Wasielewski, Richard Cary y Hector Penton formaron ORIGIN PC en Miami, Florida. El nombre ORIGIN viene de la base de la compañía, que se apoya en sus raíces de la creación de ordenadores personalizados de alto rendimiento destinados a los entusiastas del hardware y el videojuego. Junto al lanzamiento del sobremesa GENESIS y el portátil EON18, Origin ofreció a sus consumidores la posibilidad de personalizar cualquier componente de terceros con logotipos y pinturas. ORIGIN PC es la madre de los mayores ordenadores de sobremesa dedicados a los videojuegos.